# Missgunst
Missgunst bezeichnet ein destruktives Gefühl, das aus dem Vergleich mit Anderen erwächst und sich auf soziale Unterschiede bezieht. Für Immanuel Kant ist sie eine „bösartige Gesinnung, nämlich ein Unwille, unser eigen Wohl durch das Wohl Anderer in Schatten gestellt zu sehen.“ Gegenbegriff der Missgunst ist die Gunst.

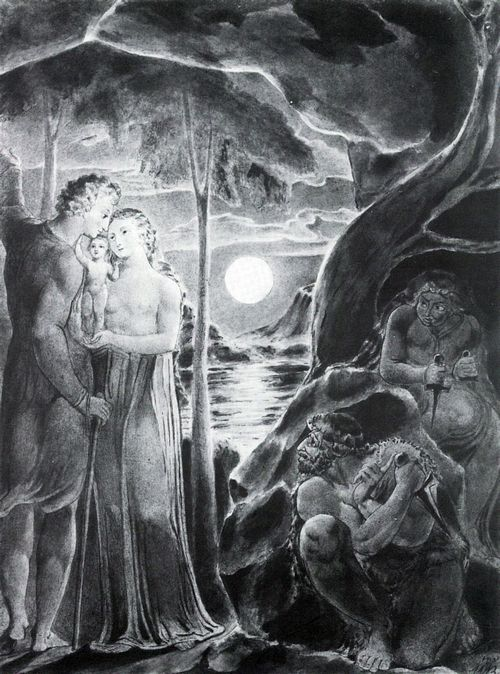
William Blake: Die Missgunst (1799)

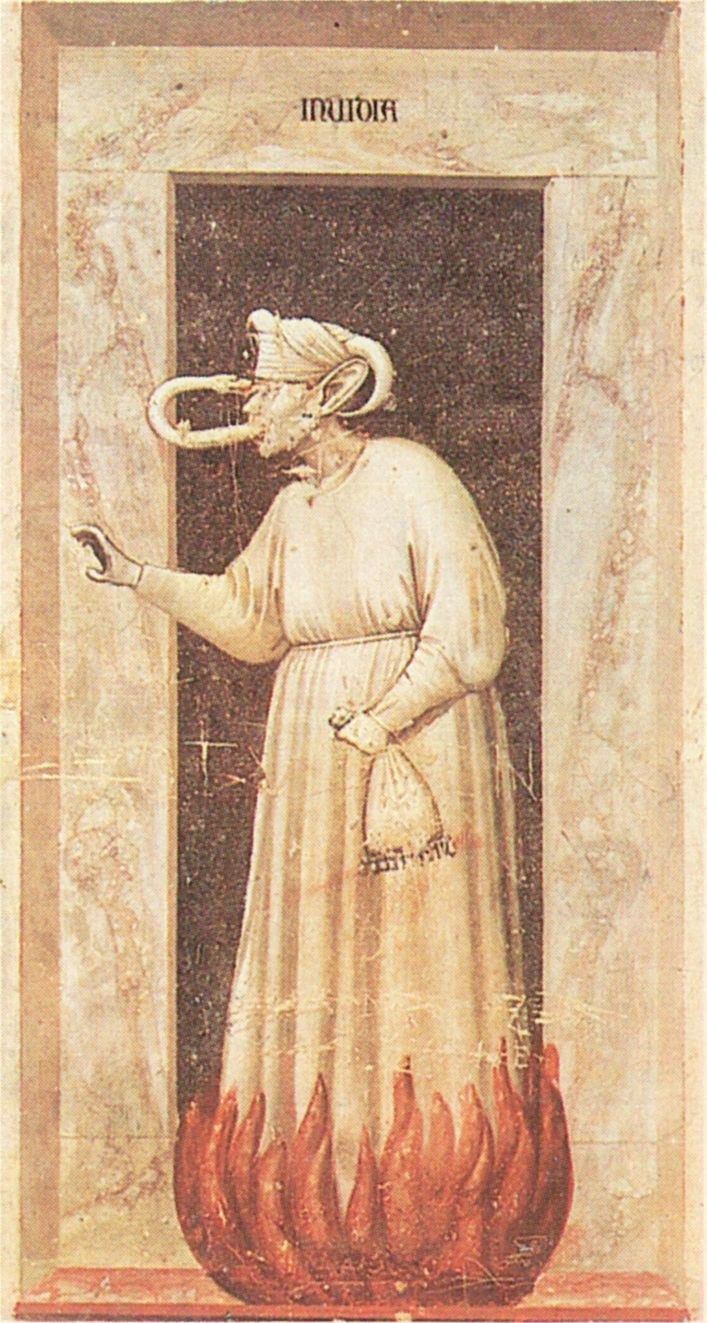
Giotto di Bondone: Die Missgunst (1304–1306, Arenakapelle in Padua)

## Abgrenzung gegen den Neid
Meyers Konversations-Lexikon definiert Missgunst als „das Unbehagen darüber, daß ein andrer ein Gut besitzt, bloß weil er es besitzt, und ohne daß man (wie beim Neide) selbst danach verlangt.“ Somit unterscheidet sich die Missgunst vom Neid in zwei Aspekten: Erstens muss die Person oder Gruppe nicht unbedingt besser gestellt sein als derjenige, der ihr etwas missgönnt. Zweitens muss der Gegenstand (oder das Privileg, die Begabung etc.) von demjenigen, der einer Person oder Gruppe diesen missgönnt, nicht unbedingt selbst erstrebt werden. In Extremfällen könnte der Missgönnende den Gegenstand auch beschädigen oder gar zerstören.
Missgunst beinhaltet stets einen Aspekt der Destruktivität. Beim Neid hingegen ist das nicht immer so. Er kann auch konstruktiv sein, wenn er zum Ansporn wird, etwas (auch) erreichen zu wollen, „Wünsche anregt, kreative Kräfte freisetzt und so die Entwicklung fördert.“
Der Philosoph Johann August Eberhard verstand Eifersucht, Neid, Missgunst und Scheelsucht als unterschiedliche Ausprägungen eines Verdrusses über fremdes Glück. Die Missgunst beschrieb er als „Neid, so fern er den, der ein Glück genießt. desselben nicht für würdig hält, wenigstens nicht so würdig als sich selbst.“ Zur Verdeutlichung verglich er die Motivation römischer Feldherren: Während Cato seinen Feinden ihre Ämter missgönnte, „nicht weil er sie selbst begehrte, sondern weil er sie [...] derselben unwürdig glaubte,“ beneideten Cäsar und Pompejus „einander ihre Vortheile, denn beide dürsteten nach der höhern Gunst des Glücks.“ Dieses Beispiel aufgreifend grenzte der Pädagoge Georg Wilhelm Hopf Neid und Missgunst wie folgt voneinander ab: Die Verstimmung oder Betrübnis über fremdes Glück wird „durch Missgunst ausgedrückt, während im Neide der oft verzeihliche Wunsch liegt, die Güter anderer selbst zu haben.“

## Verschleierungstendenz
Da missgünstige Gefühle gesellschaftlich und individuell tabuisiert, abgelehnt und abgewehrt werden, werden sie häufig gar nicht bewusst wahrgenommen, auf andere projiziert und gegenüber jenen verborgen, die sie hervorrufen. So bezeichnet Friedrich Nietzsche Neid und Eifersucht als die Schamteile der menschlichen Seele. Um sie dennoch auszuleben, werden zumeist Vorwände für die jeweilige Argumentations- und Handlungsweise herangezogen.